# Olof Bergvall
Olof Magnus Edvard Bergvall, född 1 januari 1926 i Ragunda socken, Jämtland, död 3 mars 2017, var en svensk ämbetsman.

## Biografi
Bergvall gick ut från Åsbygdens naturbruksgymnasium 1943, Statens polisskola 1950 och 1958 och var anställd vid Stockholmspolisen 1949–1960. Han var anställd vid Stockholms läns allmänna försäkringskassa 1961–1967 och direktör för Bohus läns allmänna försäkringskassa 1968–1970. Bergvall var byråchef vid Riksförsäkringsverket 1970–1975 och avdelningschef där 1975–1978, samt projektledare inom automatisk databehandling och organisationsutveckling inom socialförsäkringen 1970–1978. Bergvall var överdirektör vid Statens löne- och pensionsverk 1979–1983 och myndighetens generaldirektör 1983–1990.
Olof Bergvall har varit styrelseledamot i Arbetsgivarverket, Första AP-fonden och SCA:s aktiesparfond samt förbundsordförande för Statspensionärernas riksförbund. Han har skrivit artiklar i dagspressen och i facktidskrifter om socialförsäkrings- och ADB-frågor samt föreläst i dessa frågor i Sverige och i utlandet.